# Moye
Moye település Franciaországban, Haute-Savoie megyében. Lakosainak száma 963 fő (2022. január 1.). Moye Ruffieux, Serrières-en-Chautagne, Lornay, Massingy, Rumilly, Vallières-sur-Fier és Entrelacs községekkel határos.

## Népesség
A település népességének változása:
| Lakosok száma | 1030 | 1030 | 1064 | 1018 | 1000 | 983  | 970  | 968  | 963  |
|               | 2013 | 2015 | 2016 | 2017 | 2018 | 2019 | 2020 | 2021 | 2022 |